# دورة فرنسا المفتوحة 1972
قائمة بطولات دورة رولان غاروس لعام 1972:

## الكبار

### فردي رجال
أندرياس غايمينو هزم  باتريك بروايزي, النتيجة:4-6, 6-3, 6-1, 6-1

### فردي سيدات
بيلي جين كينغ هزمت  إيفون غولاغونغ, النتيجة:6-3, 6-3

### زوجي رجال
بوب هيويت و فرو ماكميلان باتريكو هزما  باتريكيو كورنيغو و جيمي فايلول, النتيجة:6-3, 8-6, 3-6, 6-1

### زوجي سيدات
بيلي جين كينغ و بيتي ستوف هزمتا  وايني شاو و كريستيان ترومان جانيس, النتيجة:6-1, 6-2

### زوجي مختلط
إيفون غولاغونغ كاولي و كيم فارفيك هزما  فرانسيس دور و جان كلود باركلاي, النتيجة:6-2, 6-4